# Dziennik Urzędowy Unii Europejskiej

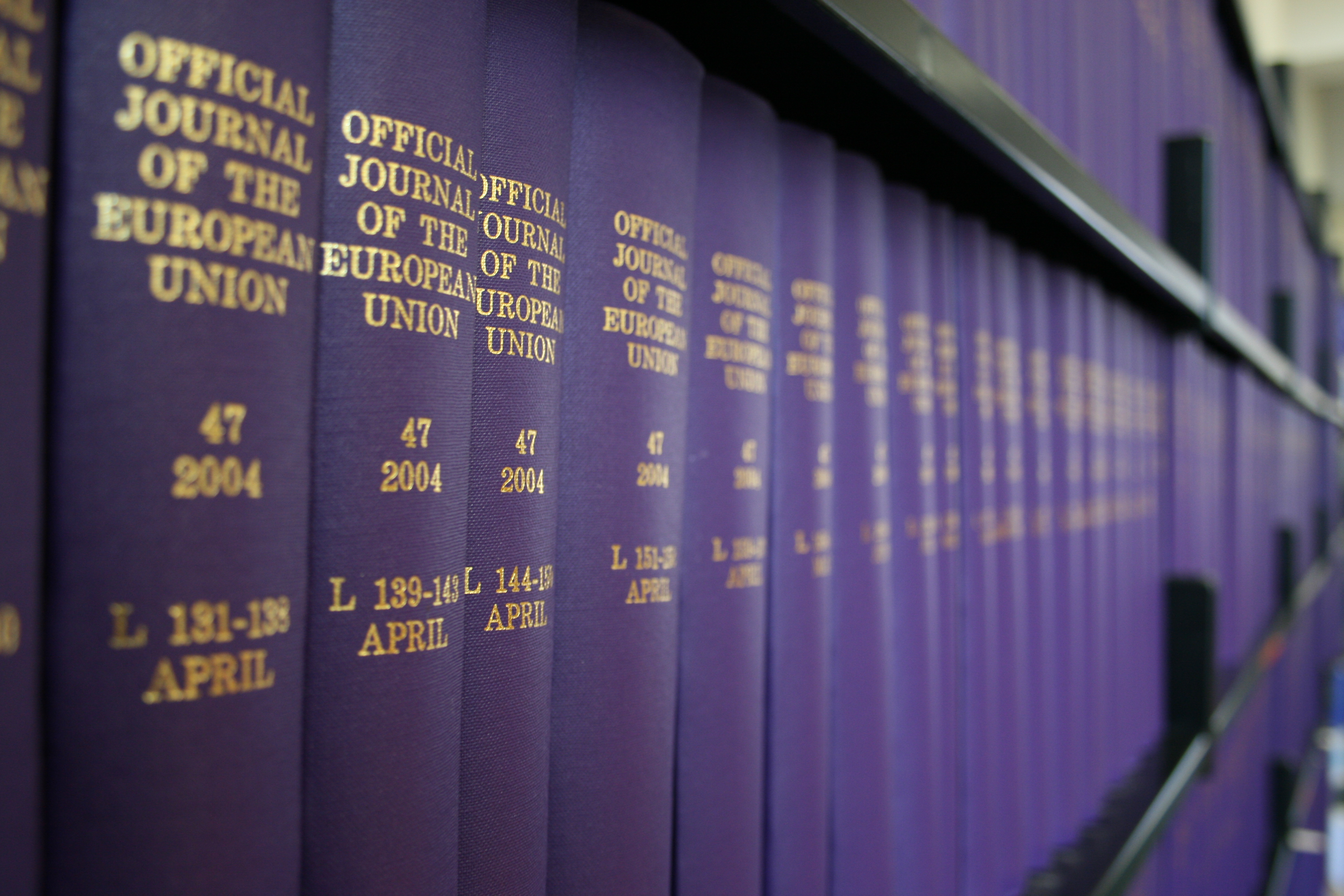
Dziennik Urzędowy Unii Europejskiej

Dziennik Urzędowy Unii Europejskiej (ang. Official Journal of the European Union, OJEU) – dziennik urzędowy wydawany przez Urząd Publikacji Unii Europejskiej z siedzibą w Luksemburgu. Przed wejściem w życie Traktatu nicejskiego (1 lutego 2003 r.) nosił on tytuł "Dziennik Urzędowy Wspólnot Europejskich". 
Dziennik urzędowy UE składa się z dwóch serii oraz suplementu:
- Seria L (od leges – przepisy prawa) – wydawana od 1952 r., zawiera akty prawne, umowy międzynarodowe zawierane przez Wspólnoty, państwa członkowskie oraz ważniejsze decyzje i uchwały organów wspólnotowych.[3]

- Seria C (od communications – komunikaty) – wydawana od 1968 r., zawiera projekty aktów prawnych Komisji Europejskiej, pisemne zapytania Parlamentu Europejskiego do Rady Unii Europejskiej i Komisji Europejskiej wraz z odpowiedziami, skrócone protokoły posiedzeń i stanowiska Parlamentu Europejskiego, stanowiska Komitetu Ekonomiczno-Społecznego.[3]

- Suplement do Dziennika Urzędowego S (od supplement – suplement) – wydawany od 1978 r., zawiera ogłoszenia związane z postępowaniami o udzielenie zamówień publicznych prowadzonymi w procedurze unijnej[4]. Dostępny na stronie internetowej https://ted.europa.eu/pl/.

Dziennik wydawany jest co do zasady we wszystkich językach urzędowych Unii Europejskiej (z przejściowym wyjątkiem dla języka maltańskiego). Wraz z przystępowaniem do Unii nowych państw ukazują się również Wydania Specjalne Dziennika Urzędowego, w głównym języku urzędowym danego państwa. Zawierają one zbiór wszystkich przetłumaczonych aktów prawnych Unii obowiązujących w chwili przystąpienia. Polskie Wydanie Specjalne zostało ukończone w 2006 r.
Od 2004 r. Dziennik Urzędowy UE dostępny jest w Internecie. Akty prawne można wyszukiwać i przeglądać w portalu EUR-Lex. Zamówienia publiczne ogłaszane są od 2006 r. w osobnej bazie danych TED.
Z dniem 1 lipca 2013 r. zaniechano wydawania Dziennika Urzędowego UE w formie papierowej. Obecnie za autentyczny i wywołujący skutki prawne uznawany jest tekst aktów prawnych publikowany w wersji elektronicznej w pliku PDF.

## Powoływanie się na akty prawa unijnego
Przy powoływaniu się na akty prawne opublikowane w Dzienniku Urzędowym Unii Europejskiej należy przytoczyć pełną nazwę aktu prawnego wraz z datą jego uchwalenia oraz jego numerem, a następnie w nawiasie podać miejsce publikacji (metrykę aktu prawnego) w następujący sposób:
1. skrót: „Dz. Urz. UE” (lub dla aktów opublikowanych przed 1 lutego 2003 r.: „Dz. Urz. WE”),
2. wielką literę oznaczająca serię, czyli „L” lub „C”,
3. numer pod którym akt jest opublikowany: „nr ...”,
4. datę ukazania się Dziennika Urzędowego UE w postaci: „z DD.MM.RRRR”,
5. po przecinku – numer strony, na której zaczyna się dany akt: „str. ...”,
6. jeżeli akt ten był nowelizowany, po przecinku dodaje się dopisek „z późn. zm.”.
7. dla aktów opublikowanych przed dniem 1 maja 2004 r. (o ile w tym dniu obowiązywały) – po myślniku („–”) podaje się także miejsce publikacji w Polskim Wydaniu Specjalnym Dziennika Urzędowego UE, na które składa się (oddzielone przecinkami):
  1. tytuł: „Dz. Urz. UE Polskie wydanie specjalne”,
  2. oznaczenie rozdziału i tomu (według kategorii tematycznych): „rozdz. ..., t. ...”,
  3. numer strony w wydaniu specjalnym: „str. ...”,
  4. jeżeli akt ten był nowelizowany po publikacji wydania specjalnego, dodaje się dopisek „z późn. zm.”.

W prawodawstwie unijnym nie funkcjonują teksty jednolite aktów prawnych. Wersje skonsolidowane aktów prawa unijnego są tekstami ujednoliconymi, tzn. mają charakter nieoficjalny. Metryka aktu nowelizowanego zawsze powinna odsyłać do tekstu pierwotnego i zostać opatrzona dopiskiem „z późn. zm.”.
Przykładowe powołanie się na unijny akt prawny wraz ze wskazaniem miejsca publikacji:
- rozporządzenie Rady (WE) nr 2157/2001 z dnia 8 października 2001 r. w sprawie statutu spółki europejskiej (SE) (Dz. Urz. WE L 294 z 10.11.2001, str. 1, z późn. zm. – Dz. Urz. UE Polskie Wydanie Specjalne, rozdz. 6, t. 4, str. 251, z późn. zm.)
- rozporządzenie Parlamentu Europejskiego i Rady (UE) 2023/2405 z dnia 18 października 2023 r. w sprawie zapewnienia równych warunków działania dla zrównoważonego transportu lotniczego (ReFuelEU Aviation) (Dz. Urz. UE L 2023/2405 z 31.10.2023, str. 1, z późn. zm.)

Choć sam Dziennik Urzędowy UE w publikowanych w nim tekstach stosuje w odniesieniu do innych aktów prawa unijnego skrót „Dz. U.”, w Polsce skrót ten jest zarezerwowany dla polskiego Dziennika Ustaw.